# عمر دا فونسيكا
عمر دا فونسيكا (بالإسبانية: Omar da Fonseca)‏ هو لاعب كرة قدم أرجنتيني في مركز الهجوم، ولد في 20 أكتوبر 1959 في بوينس آيرس في الأرجنتين. لعب مع باريس سان جيرمان وفيليز سارسفيلد ونادي أتليتيكو بيلغرانو ونادي باريس ونادي تور ونادي تولوز ونادي موناكو.

## وصلات خارجية
- عمر دا فونسيكا على موقع قاعدة بيانات كرة القدم.إي يو (الإنجليزية)
- عمر دا فونسيكا على موقع ليكيب (الفرنسية)
- عمر دا فونسيكا على موقع عالم كرة القدم.نت (الإنجليزية)